# Xe tăng Ramses II
Ramses II là một phiên bản hiện đại hóa sâu xe tăng chiến đấu chủ lực T-55 được thiết kế và sử dụng bởi các Lực lượng vũ trang Ai Cập. Một chiếc T-54 duy nhất đã được gửi đến Hoa Kỳ để nâng cấp. Một nguyên mẫu chính đã được gửi đến Ai Cập, nơi đã hoàn thành các cuộc thử nghiệm rộng rãi vào cuối năm 1987. Cuối cùng, chiếc xe tăng này đã được đưa vào sản xuất từ năm 2004–2005. Tổng cộng 425 chiếc đã được sản xuất. Ban đầu chiếc xe tăng này được gọi là T-54E ("E" là viết tắt của "Egypt").
Ở giai đoạn đầu, việc nâng cấp chỉ chú trọng đến hỏa lực và tính cơ động của xe tăng, trong khi các giai đoạn sau bao gồm cả việc cải thiện mức độ bảo vệ. Vỏ của chiếc xe tăng đã được sửa đổi để phù hợp với động cơ mới có điểm tương đồng lớn với động cơ được sử dụng bởi M60A3 (loại xe tăng chiến đấu chủ lực nhiều nhất trong biên chế của Ai Cập), do đó, một giá treo đã được bổ sung. Xe tăng được trang bị pháo chính giống như khẩu M60A3 của Ai Cập; ngoài ra còn có hệ thống điều khiển hỏa lực tinh vi.

## Lịch sử phát triển
Vào tháng 11 năm 1984, Teledyne Continental Motors (do General Dynamics Land Systems tiếp quản) của Mỹ đã được trao hợp đồng nâng cấp hỏa lực và khả năng cơ động của một xe tăng T-54. Ban đầu nó được gọi là T-54E nhưng sau đó được đổi tên thành Ramses II. Nguyên mẫu đầu tiên của Ramses II đã được gửi đến Ai Cập để thử nghiệm hỏa lực và khả năng cơ động vào tháng 1 năm 1987 và chúng được hoàn thành vào cuối năm 1987. Cuối năm 1989, Ai Cập đã ký một thỏa thuận hỗ trợ kỹ thuật với TCM để hỗ trợ Ai Cập tiếp tục thử nghiệm Ramses II, với quá trình thử nghiệm bắt đầu vào mùa hè năm 1990. Chiếc cuối cùng đã được sản xuất / chuyển đổi vào năm 2004-2005 với 260 chiếc cho đến nay được sửa đổi từ số lượng T-54 hiện có trong kho vũ khí Quân đội Ai Cập.

## Thông số kỹ thuật
Các nâng cấp và sửa đổi, dẫn đến việc tăng trọng lượng của xe tăng lên 48 tấn, là:

### Hệ thống điều khiển hỏa lực

#### SABCA Titan Mk I
Hệ thống điều khiển hỏa lực bằng laser SABCA Titan Mk I đã được lắp đặt bao gồm:
- Kính ngắm Avimo TL10-T được sửa đổi kết hợp công cụ đo khoảng cách bằng tia laser
- Màn hình đồ họa chữ và số CRT tích hợp trong thị kính
- Bộ xử lý kỹ thuật số kép SABCA nguyên bản
- Một hình ảnh tăng cường khả năng nhìn ban đêm bằng kính hiển vi
- Cảm độ và khí quyển tự động và các hộp điều khiển liên quan
- Một hệ thống thông tin liên lạc mới

### Tính cơ động
Phần thân xe đã được sửa đổi để phù hợp với động cơ mới, bao gồm:
- Một động cơ diesel tăng áp TCM AVDS-1790-5A phát triển 908 mã lực (có 80% điểm tương đồng với động cơ được lắp trong M60A3 MBT)
- Một bộ truyền Renk RK-304
- Hai ống xả mới ở hai bên thân sau, thay thế cho ống xả đơn ở bên trái thân xe
- Một bình xăng mới. Do việc kéo dài thân xe(Ramses II dài hơn T-54/55 gần một mét và có thêm một bánh xích ở mỗi bên)
- Bộ truyền động bằng xích mới
- Hệ thống treo General Dynamics mới, các đơn vị treo khí nén thủy lực cánh tay Model 2880, mỗi hệ thống được trang bị:
  - Hệ thống treo M48
  - Bánh xe đệm ở phía trước
  - Bánh răng truyền động lớn ở phía sau
  - Hai con lăn quay giá treo mới và xích Hoa Kỳ thay thế bánh xích ban đầu của Liên Xô

### Hệ thống vũ khí
- Hệ thống Pháo đã có những sửa đổi sau:
  - Hệ thống ổn định pháo và tháp pháo được cung cấp bởi HR Textron Incorporated của Hoa Kỳ
  - Pháo DT-10T 100 mm ban đầu đã được thay thế bằng loại 105 mm M68 đã được trang bị trên các M60A3 MBT của Ai Cập
  - Khoang nguyên bản của súng 100 mm DT-10T đã được giữ lại và sửa đổi, đồng thời hệ thống giảm giật cũng được sửa đổi
  - Hệ thống tham chiếu họng súng được trang bị tiêu chuẩn
  - Một đèn soi ngày/ đêm M60 được gắn trên khẩu 105 mm
  - Một hệ thống NBC loại đại trà đã được cài đặt
  - Có tầm nhìn IR cho xạ thủ và lái xe
  - Tăng cường hình ảnh cho người chỉ huy
  - Công cụ tìm khoảng cách bằng laser với máy tính đường đạn cho xạ thủ

### Hệ thống bảo vệ
- Bảo vệ chủ động và thụ động đã được nâng cấp bởi:
  - Giáp bảo vệ đã được thêm vào khi có rìa bên được bọc thép
  - Hệ thống áp suất NBC hiện đại
  - Hệ thống lọc không khí mới
  - Hệ thống phát hiện và dập tắt đám cháy
  - Gắn 6 ống phóng lựu đạn khói hoạt động bằng điện ở mỗi bên tháp pháo
  - Bố cục cửa sập đã được giữ lại
  - Bánh xích Blair Catton của Anh
  - Gỏ tháp pháo mới

## Phục vụ
Ai Cập - 425 với kế hoạch chuyển đổi bổ sung 140-160